# El poder del deseo
Pour plus de détails, voir Fiche technique et Distribution.
El poder del deseo est un film dramatique espagnol réalisé par Juan Antonio Bardem et sorti en 1975.
Il s'agit d'une adaptation du roman Juego sucio (Joc Brut) de Manuel de Pedrolo.

## Synopsis
Javier (Murray Head) travaille dans une agence de publicité et est chargé de mener des enquêtes sur l'efficacité des publicités sur la population. Il vit avec sa mère (Lola Gaos) dans un appartement modeste et gagne juste assez pour vivre tous les deux très humblement. Un jour, à un arrêt de bus, il rencontre une femme (Marisol) dont le moteur de la voiture ne fonctionne pas. La remarquant immédiatement, il l'aide et elle le remercie en lui proposant de monter dans sa voiture. Malgré ses tentatives pour l'inviter à sortir, elle reste intraitable, refusant de lui donner son nom. Il lui laisse sa carte avant de lui dire au revoir. Quelques jours plus tard, ils se rencontrent à nouveau et elle lui dit qu'elle s'appelle Juna, diminutif de Justina, et rien d'autre. Ils entament une relation presque furtive, elle sort avec lui dans des endroits où personne ne peut la reconnaître, refuse de le voir devant ses amis et porte souvent des perruques. Peu à peu, la passion de Javier pour Juna devient de plus en plus frénétique. Elle lui dit qu'elle aimerait rester avec lui, mais qu'elle ne veut pas lier sa vie à quelqu'un qui n'a pas d'argent et qu'elle devra accepter un autre mariage avec quelqu'un de plus riche. Elle vit avec son oncle, veuf de sa mère, qui lui a laissé une fortune dont elle ne pourra disposer qu'à la mort de son oncle. Elle commence à parler du fait que si son oncle mourait, elle serait libre d'épouser Javier, et en utilisant la passion qu'il ressent pour elle, elle commence à élaborer un plan pour que Javier tue son oncle...

## Fiche technique
- Titre original : El poder del deseo[1] (litt. « La force du désir »)
- Réalisation : Juan Antonio Bardem
- Scénario : Juan Antonio Bardem, Rafael Azcona d'après le roman Juego sucio (Joc Brut) de Manuel de Pedrolo
- Photographie : Juan Gelpi
- Montage : Pablo García del Amo
- Musique : José Nieto
- Studio de production : Goya Films, Serafín Ignacio García Trueba
- Pays de production :  Espagne
- Langue originale : espagnol
- Format : couleurs par Eastmancolor - 2,35:1 - 35 mm
- Genre : drame
- Durée : 117 minutes
- Dates de sortie :
  - Espagne : 10 novembre 1975 (Barcelone) ; 5 janvier 1976 (Grenade) ; 3 mai 1976 (Madrid)

## Distribution
- Marisol : Juna
- Murray Head : Javier
- José María Prada : Sorribes
- Lola Gaos : Mare de Javier
- Antonio Gamero (es) : Gómez

## Accueil critique
Le film n'a globalement pas été bien accueilli par la critique, et les scènes érotiques et dévêtues de Marisol, qui rompt ainsi définitivement avec son passé d'enfant prodige, ont fait polémique.